# Laticoleus alaris
Laticoleus alaris är en stekelart som beskrevs av Ian D. Gauld och Mitchell 1978. Laticoleus alaris ingår i släktet Laticoleus och familjen brokparasitsteklar. Inga underarter finns listade i Catalogue of Life.